# Shiogama
Shiogama (jap. 塩竈市 oder 塩釜市, -shi) ist eine Stadt in der Präfektur Miyagi auf Honshū, der Hauptinsel von Japan.
Der Hafen von Shiogama ist einer der wichtigsten für den Thunfischfang.

## Etymologie
Shiogama wird in amtlichen Dokumenten als 塩竈市 geschrieben, jedoch ist auch die Schreibweise 塩釜市 zulässig, wobei beide gleich ausgesprochen werden. Ersteres bedeutet „Salzofen“ und zweiteres „Salzkessel“ und bezieht sich darauf, dass es ein Ort war in dem Meersalz gewonnen wurde. 塩竈市 shi ist dabei ein Suffix für kreisfreie Städte. Vor 1941 wurde für das erste Schriftzeichen 塩 auch die ältere Variante 鹽 verwendet, die später bei der Schriftreform von 1946 abgeschafft wurde. Für das zweite Schriftzeichen wird teilweise auch die nicht zulässige Variante 竃 verwendet, die mit 17 statt 21 Strichen geschrieben wird.
Der Name ist verbunden mit dem in der Gemeinde befindlichen Shiogama-Schrein (鹽竈神社) der erstmals im Jahr 820 erwähnt wurde und später zum ichi-no-miya, d. h. ersten/höchsten Schrein, der Provinz Mutsu ernannt wurde.
Ein historischer Name des Ortes war Kōzu (国府津) und bezieht sich darauf, dass es der Hafen (tsu, in Verbindungen -zu) der etwas weiter im Inland liegenden Provinzhauptstadt (kokufu, kurz: kō) von Mutsu, Tagajō, war.

## Geographie
Shiogama liegt an der nordöstlichen Sanriku-Küste am Pazifischen Ozean, zwischen der nördlich gelegenen Großstadt Sendai und der südlich gelegenen Matsushima-Bucht, die als einer der Drei schönsten Landschaften Japans bekannt ist, mit Matsushima.
Angrenzende Städte und Gemeinden
- Tagajō
- Shichigahama
- Rifu

## Geschichte
Die Stadt verdankt ihren Aufschwung dem Hafen, der seit der Meiji-Zeit (1868–1912) ein bedeutendes Zentrum des Seehandels ist, obwohl sich der Hafen in jüngerer Zeit zu einem Stützpunkt für die lokale und Hochseefischerei entwickelt hat. Der Hafen der Stadt Shiogama ist der größte Löschhafen für frischen Thunfisch in Japan und dient auch als Entladestelle für eine Fülle anderer frischer Meeresfrüchte.
Shiogama ist aufgrund seiner Lage als eine der Zufahrtsstraßen zur Matsushima-Bucht ein beliebtes Touristenziel. Bekannt ist die Stadt für die höchste Dichte an Sushi-Restaurants in Japan. Sie gilt zudem als landesweit führend bei der Herstellung von gedämpfter Fischpaste, gekneteten Fischkuchen, sowie andere verarbeiteten Fischprodukten.

## Erdbeben und Tsunamis
Am 11. März 2011 wurde die Stadt vom Tōhoku-Erdbeben und dem darauffolgenden Tsunami getroffen. Die Brand- und Katastrophenschutzbehörde meldete 42 Tote. 672 Wohngebäude wurden völlig und weitere 3.278 teilweise zerstört. Von den durch Überflutung verursachten Schäden waren rund ein Drittel der Menschen und Haushalte sowie mehr als ein Dreiviertel der Büros und Beschäftigten betroffen. Der Tsunami überschwemmte rund 37 % (27 ha) der landwirtschaftlichen Nutzfläche (37 %) und verursachte ausgedehnte Schäden an den kultivierten Flächen. Die Schäden an der Fischereiindustrie der Stadt blieben hingegen gering. Die Stadt litt etwas geringer unter dem Tsunami als die Nachbargemeinden (Tagajō, Shichigahama und andere), weil in der Nähe liegende Inseln wie Katsurashima (桂島), Nonoshima (野々島), Sabusawajima (寒風沢島) und Houjima (朴島) der Urato-Inseln einen Großteil der Tsunami-Wucht absorbierten.

## Sehenswürdigkeiten
- Shiogama-Schrein
- SSM/Kanno Museum

## Verkehr
Zug:
- JR-Senseki-Linie

Straße:
- Nationalstraße 45

## Söhne und Töchter der Stadt
- Kōichi Yamadera (* 1961), Schauspieler und Synchronsprecher
- Miyuki Hatanaka (* 1975), Freestyle-Skierin
- Nobunaga Shimazaki (* 1988), Synchronsprecher
- Hitomi Takahashi (* 1989), Sängerin

## Weblinks

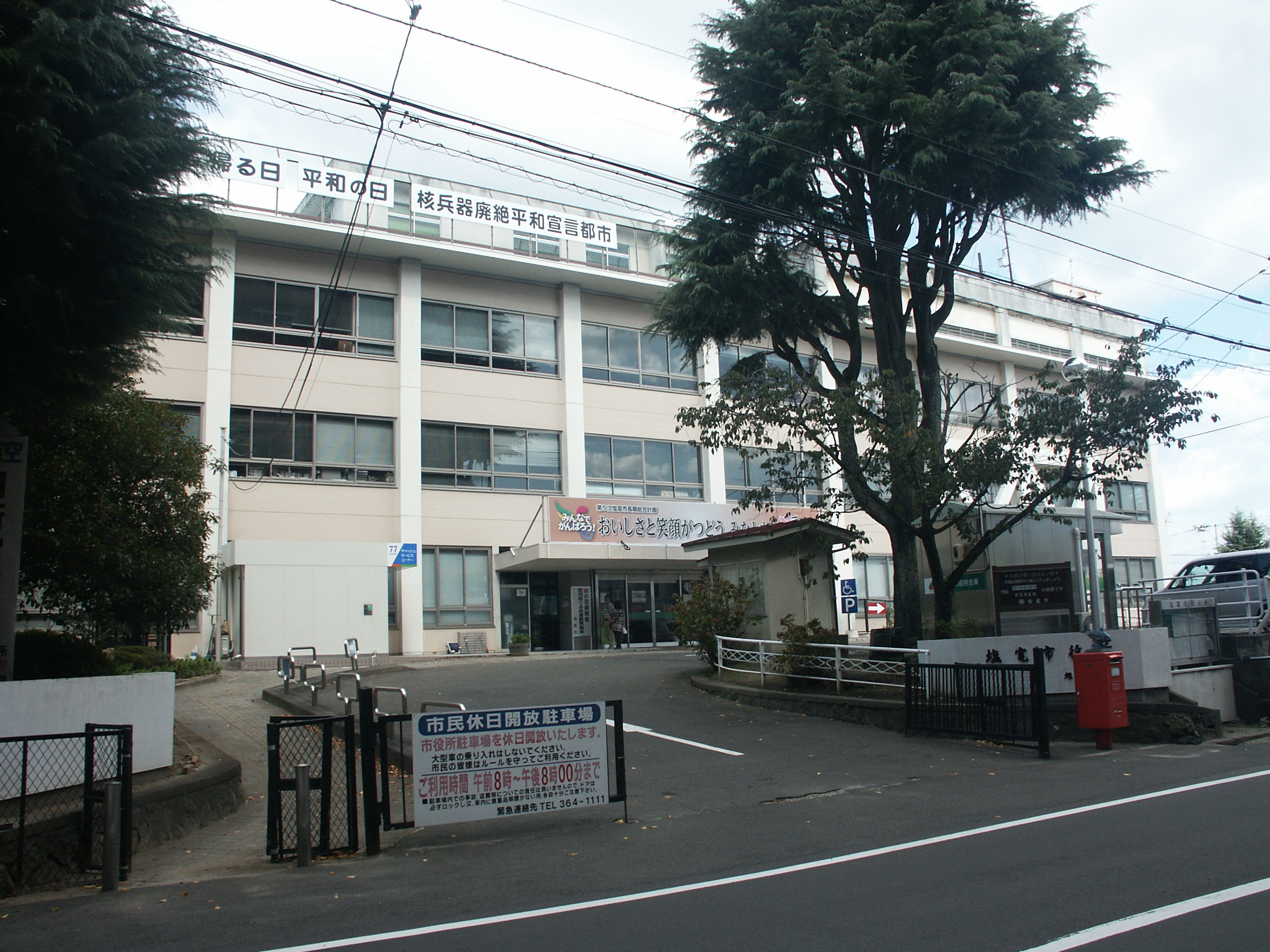
Regierungsgebäude des Rathauses von Shiogama